# Saint-Agrève
Saint-Agrève ist eine französische Stadt mit 2300 Einwohnern (Stand 1. Januar 2022) im Département Ardèche in der Region Auvergne-Rhône-Alpes. Sie gehört zum Gemeindeverband Val Eyrieux.

## Geografie
Saint-Agrève liegt an den Départementsstraßen D120 und D9. Die Flüsse Eyrieux und Sumène (ein Nebenfluss der Dordogne) fließen durch das Gemeindegebiet. Der Ort gilt als Tor zum Regionalen Naturpark Monts d’Ardèche (Parc naturel régional des Monts d’Ardèche).

## Geschichte
In gallo-römischer Zeit wurde eine Festung auf dem damals Mont Ursin, Berg des Bären, genannten Berg errichtet. Die Festung wurde Cinnacum genannt, Siedlung des Cinna. Im Laufe der Zeit wurde der Name zu Chinacum und der Berg hieß nun Mont Chiniac.
Im 7. Jahrhundert versuchte ein Bischof aus Puy-en-Velay namens Agrève, die Gegend um das damalige Chinacum zu christianisieren. Er gründete eine Pfarrei in Chinacum und starb dort am 1. Februar 602. Zu seinem Andenken wurde Chinacum in Sanctus Agrippa, Saint-Agrève, umbenannt. Er wurde in Saint-Agrève begraben, aber seine Gebeine wurden später nach Puy-en-Velay gebracht.
Bewohner des Ortes gehörten (neben denen aus vielen anderen Flecken) 1941 bis 1944 zu den Unterstützern der Judenrettungs-Aktionen um das Ehepaar Trocmé mit dem Hauptort Le Chambon-sur-Lignon, die im Wesentlichen das ganze Plateau Vivarais-Lignon umfasste, also in der heutigen Einteilung Teile der Departements Haute-Loire am Ostrand und Ardèche am Westrand.

### Bevölkerungsentwicklung
| Jahr                       | 1962 | 1968 | 1975 | 1982 | 1990 | 1999 | 2006 | 2016 |
| Einwohner                  | 2349 | 2434 | 2718 | 2723 | 2762 | 2688 | 2588 | 2366 |
| Quellen: Cassini und INSEE |      |      |      |      |      |      |      |      |

## Wirtschaft und Infrastruktur
Das Bild der Stadt wird von Äckern, Weiden und Wald geprägt. Haupterwerbszweige der Saint-Agrèvois sind Ackerbau und die Zucht von Hausrindern, Hausschweinen, Hausschafen und Hausziegen. Zu den lokalen Produkten gehört der Picodon.
In Saint-Agrève gibt es einen Kindergarten, eine Grundschule, die katholische Privatschule Saint-Joseph und die weiterführende Schule Louis Jouvet.

## Persönlichkeiten
- Sandrine Soubeyrand (* 1973), französische Rekordnationalspielerin im Fußball